# Michał Olgierd Wierzchowiecki
Michał Olgierd Wierzchowiecki (ur. 1938 w Poznaniu) – polski kardiolog, profesor zwyczajny doktor habilitowany nauk medycznych.  

## Życiorys
Studia medyczne ukończył w 1961 na Akademii Medycznej w Poznaniu. W 1963 zatrudniony został w dawnej I Klinice Chorób Wewnętrznych, gdzie w 1971 został adiunktem, a wcześniej, w 1969, doktoryzował się. W 1971 zorganizował pierwszy w Polsce Zakład Farmakologii Klinicznej w Instytucie Kardiologii Akademii Medycznej w Poznaniu. W latach 1971–1972 przebywał na stażach naukowych w USA (University of Southern California oraz Uniwersytet Missouri). W 1972 uzyskał pierwszą nagrodę w konkursie na najlepszą pracę doświadczalną w Kalifornii. 
W 1973 wrócił do Polski i został kierownikiem Zakładu Farmakologii Klinicznej Instytutu Kardiologii Akademii Medycznej w Poznaniu. Był równocześnie ordynatorem oddziału Kliniki Kardiologii tej uczelni. Habilitował się w 1976. Od 1979 do 1980 przebywał na Malcie i pełnił funkcję profesora Medical Faculty University of Malta oraz dyrektora w Departament of Medicine. Po powrocie do Poznania znalazł zatrudnienie w Wojewódzkim Szpitalu Zespolonym. 1 marca 1984 przeniósł się do II Kliniki Kardiologii Akademii Medycznej w Poznaniu (kierował nią prof. Tadeusz Stasiński). Stworzył tam pracownie diagnostyki nieinwazyjnej i wprowadził nowoczesne technologie badawcze. 1 października 1992 został kierownikiem tej Kliniki. 1 grudnia 1992 został profesorem nadzwyczajnym.

## Zainteresowania badawcze i publikacje
Główne zainteresowania badawcze to terapia monitorowana stężeniami leków krążeniowych, w tym głównie stężeniami prokainamidu i digoksyny.
Opublikował 60 publikacji naukowych, w tym w czasopismach amerykańskich, włoskich i niemieckich. Brał udział w kongresach międzynarodowych (m.in. Heidelberg, Erfurt, Chicago, Helsinki, Paryż). Wygłosił referaty otwierające zjazdy Polskiego Towarzystwa Kardiologicznego w 1990 i 1993.

## Nagrody i granty
Otrzymał m.in.:
- nagrodę Ministra Zdrowia,
- nagrodę zespołową II stopnia Ministra Zdrowia i Opieki Społecznej za badania nad antyarytmicznym działaniem fenytoiny,
- grant KBN na badania wpływu kaptoprylu na zapobieganie dysfunkcji lewej komory i obraz kliniczny u chorych z zawałem mięśnia sercowego[1].